# Liste des revues académiques en économie
 (mars 2022).
Si vous disposez d'ouvrages ou d'articles de référence ou si vous connaissez des sites web de qualité traitant du thème abordé ici, merci de compléter l'article en donnant les références utiles à sa vérifiabilité et en les liant à la section « Notes et références ».
 (mars 2022).
La mise en forme du texte ne suit pas les recommandations de Wikipédia : il faut le « wikifier ».
Les points d'amélioration suivants sont les cas les plus fréquents. Le détail des points à revoir est peut-être précisé sur la page de discussion.
- Les titres sont pré-formatés par le logiciel. Ils ne sont ni en capitales, ni en gras.
- Le texte ne doit pas être écrit en capitales (les noms de famille non plus), ni en gras, ni en italique, ni en « petit »…
- Le gras n'est utilisé que pour surligner le titre de l'article dans l'introduction, une seule fois.
- L'italique est rarement utilisé : mots en langue étrangère, titres d'œuvres, noms de bateaux, etc.
- Les citations ne sont pas en italique mais en corps de texte normal. Elles sont entourées par des guillemets français : « et ».
- Les listes à puces sont à éviter, des paragraphes rédigés étant largement préférés. Les tableaux sont à réserver à la présentation de données structurées (résultats, etc.).
- Les appels de note de bas de page (petits chiffres en exposant, introduits par l'outil «  Source ») sont à placer entre la fin de phrase et le point final[comme ça].
- Les liens internes (vers d'autres articles de Wikipédia) sont à choisir avec parcimonie. Créez des liens vers des articles approfondissant le sujet. Les termes génériques sans rapport avec le sujet sont à éviter, ainsi que les répétitions de liens vers un même terme.
- Les liens externes sont à placer uniquement dans une section « Liens externes », à la fin de l'article. Ces liens sont à choisir avec parcimonie suivant les règles définies. Si un lien sert de source à l'article, son insertion dans le texte est à faire par les notes de bas de page.
- La présentation des références doit suivre les conventions bibliographiques. Il est recommandé d'utiliser les modèles {{Ouvrage}}, {{Chapitre}}, {{Article}}, {{Lien web}} et/ou {{Bibliographie}}. Le mode d'édition visuel peut mettre en forme automatiquement les références.
- Insérer une infobox (cadre d'informations à droite) n'est pas obligatoire pour parachever la mise en page.

Pour une aide détaillée, merci de consulter Aide:Wikification.
Si vous pensez que ces points ont été résolus, vous pouvez retirer ce bandeau et améliorer la mise en forme d'un autre article.
La liste suivante des revues scientifiques d'économie a pour but de présenter les principales revues économiques. 
La plupart des revues sont internationales (par exemple dans le monde francophone) et ont un comité de lecture qui décide de la publication des articles. D'autres critères sont la solidité de l'association qui gère la revue, qui garantit des procédures rigoureuses de recrutement des éditeurs, leur ancienneté est souvent un indicateur intéressant. Enfin, le pourcentage d'articles acceptés, qui peut varier de 10 % des articles soumis, à presque tous les articles soumis. 
Le classement de la section 37 du CNRS donne d'utiles appréciations sur les niveaux relatifs des revues. Le "SCImago Journal Rank (SJR)" donne également le "facteur d'impact" de ces journaux.  

## Classement CNRS en économie et gestion (Section 37)

### Classement par catégorie
Dans les champs de l’économie et de la gestion, les revues sont catégorisées en 4 niveaux.

#### Catégorie 1: revues jouant un rôle structurant en économie et en gestion.
- Elle rassemble une centaine de revues. Elles publient régulièrement des articles particulièrement novateurs.
- Le processus d’arbitrage est très exigeant et transparent ; la plupart applique des règles déontologiques strictes comme l’interdiction de soumission par des membres de leur comité de direction et ont un niveau d’autocitation faible.
- Le nombre de soumissions est important et, mécaniquement, la revue peut être très sélective. Au sein de la catégorie 1, des revues plus particulièrement remarquables sont distinguées. Ces revues sont largement reconnues en France comme à l’étranger.
- L’organisation différente des sciences économiques et des sciences de gestion explique que ces revues sont uniquement généralistes en économie alors qu’elles sont propres à certains champs en gestion. 6 revues d’économie sont distinguées par un « e » ; elles publient environ 420 articles par an. 7 revues de gestion sont ainsi distinguées par un « g » ; elles publient environ 330 articles par an. Une revue – Management Science – qui publie 140 articles par an est estampillée par un « g » mais aussi par un « e » car elle accueille de plus en plus de travaux d’économistes.

#### Catégorie 2: revues pouvant jouer, dans certains champs scientifiques ou pour certaines écoles de pensée, un rôle structurant.
- La catégorie 2 rassemble des revues à forte sélectivité avec un processus d’arbitrage exigent et transparent.
- Ces revues accueillent régulièrement des contributions importantes et ponctuellement très novatrices. La visibilité des travaux publiés y est ainsi significative.

#### Catégorie 3: revues pouvant accueillir des contributions importantes.
- La catégorie 3 rassemble des revues sélectives avec un processus d’arbitrage exigent et transparent. Ces revues peuvent accueillir des contributions importantes. La visibilité des travaux publiés demeure large.

#### Catégorie 4: revues avec un processus d’arbitrage respectant les standards internationaux, mais dont la sélectivité est moindre.
- La catégorie 4 rassemble des revues avec un processus d’arbitrage respectant les standards internationaux, mais dont la sélectivité est moindre.
- Ces revues accueillent des contributions originales, notamment sur des problématiques nationales ou intéressant une communauté relativement restreinte.

### Classement par champs thématiques
Les revues sont également classées par champs thématiques. Ces champs peuvent évoluer en fonction de l’évolution des disciplines elles-mêmes. 
Les revues ne sont catégorisées que dans leur champ jugé principal. Les revues en langue française constituent un cas particulier. De façon structurelle, leur audience et donc leur facteur d’impact sont plus limités que ceux des revues en langue anglaise. Néanmoins, et jusqu’à nouvel ordre, nous les classons dans les mêmes catégories que les revues internationales. Les critères d’appartenance à telle ou telle catégorie énoncés ci-dessus doivent donc s’entendre comme valant au niveau national pour ces revues.

## Classement en juin 2019

### Revues généralistes en économie et en gestion[2]

#### Catégorie 1
| Academy of Management Review                 | 0363-7425 | GEN | 1g  |
| American Economic Review                     | 0002-8282 | GEN | 1e  |
| Econometrica                                 | 0012-9682 | GEN | 1e  |
| Journal of Economic Literature               | 0022-0515 | GEN | 1e  |
| Journal of Political Economy                 | 0022-3808 | GEN | 1e  |
| Management Science                           | 0025-1909 | GEN | 1eg |
| Quarterly Journal of Economics               | 0033-5533 | GEN | 1e  |
| Review of Economic Studies                   | 0034-6527 | GEN | 1e  |
| Academy of Management Journal                | 0001-4273 | GEN | 1   |
| American Economic Journal: Applied Economics | 1945-7782 | GEN | 1   |
| Brookings Papers on Economic Activity        | 0007-2303 | GEN | 1   |
| Economic Journal                             | 0013-0133 | GEN | 1   |
| European Economic Review                     | 0014-2921 | GEN | 1   |
| International Economic Review                | 0020-6598 | GEN | 1   |
| Journal of Economic Perspectives             | 0895-3309 | GEN | 1   |
| Journal of Management                        | 0149-2063 | GEN | 1   |
| Journal of Management Studies                | 0022-2380 | GEN | 1   |
| Journal of the European Economic Association | 1542-4766 | GEN | 1   |
| Quantitative Economics                       | 1759-7331 | GEN | 1   |
| Review of Economics and Statistics           | 0034-6535 | GEN | 1   |

#### Catégorie 2
| Academy of Management Annals                                            | 1941-6520 | GEN | 2 |
| Academy of Management Learning and Education                            | 1537-260X | GEN | 2 |
| Annales d'Économie et Statistiques / Annals of Economics and Statistics | 0769-489X | GEN | 2 |
| Applied Economics                                                       | 0003-6846 | GEN | 2 |
| British Journal of Management                                           | 1045-3172 | GEN | 2 |
| California Management Review                                            | 0008-1256 | GEN | 2 |
| Cambridge Journal of Economics                                          | 0309-166X | GEN | 2 |
| Canadian Journal of Economics / Revue Canadienne d'Économique           | 0008-4085 | GEN | 2 |
| Economic Inquiry                                                        | 0095-2583 | GEN | 2 |
| Economic Policy                                                         | 0266-4658 | GEN | 2 |
| Economica                                                               | 0013-0427 | GEN | 2 |
| Economy and Society                                                     | 0308-5147 | GEN | 2 |
| International Journal of Management Reviews                             | 1460-8545 | GEN | 2 |
| Journal of Economic Behavior and Organization                           | 0167-2681 | GEN | 2 |
| Journal of Economic Surveys                                             | 0950-0804 | GEN | 2 |
| Journal of Institutional and Theoretical Economics                      | 0932-4569 | GEN | 2 |
| Journal of Institutional Economics                                      | 1744-1374 | GEN | 2 |
| Journal of Post-Keynesian Economics                                     | 0160-3477 | GEN | 2 |
| Kyklos                                                                  | 0023-5962 | GEN | 2 |
| M@na@gement                                                             | 1286-4692 | GEN | 2 |
| Oxford Bulletin of Economics and Statistics                             | 0305-9049 | GEN | 2 |
| Oxford Economic Papers                                                  | 0030-7653 | GEN | 2 |
| Review of International Political Economy                               | 0969-2290 | GEN | 2 |
| Revue d'Économie Politique                                              | 0373-2630 | GEN | 2 |
| Revue Économique                                                        | 0035-2764 | GEN | 2 |
| Scandinavian Journal of Economics                                       | 0347-0520 | GEN | 2 |
| Southern Economic Journal                                               | 0038-4038 | GEN | 2 |

#### Catégorie 3
| Bulletin of Economic Research                                                                   | 0307-3378 | GEN | 3 |
| Business Research Quarterly                                                                     | 2340-9436 | GEN | 3 |
| Canadian Journal of Administrative Sciences / Revue Canadienne des Sciences de l'Administration | 0825-0383 | GEN | 3 |
| Competition and Change                                                                          | 1024-5294 | GEN | 3 |
| De Economist                                                                                    | 0013-063X | GEN | 3 |
| Eastern Economic Journal                                                                        | 0094-5056 | GEN | 3 |
| Economic Record                                                                                 | 0013-0249 | GEN | 3 |
| Economics Bulletin                                                                              | 1545-2921 | GEN | 3 |
| Economics Letters                                                                               | 0165-1765 | GEN | 3 |
| Économie et Prévision (articles académiques)                                                    | 0249-4744 | GEN | 3 |
| Economie et Statistique / Economics and Statistics                                              | 0336-1454 | GEN | 3 |
| European Business Review                                                                        | 0955-534X | GEN | 3 |
| European Management Journal                                                                     | 0263-2373 | GEN | 3 |
| European Management Review                                                                      | 1740-4754 | GEN | 3 |
| Feminist Economics                                                                              | 1354-5701 | GEN | 3 |
| Finance Contrôle Stratégie                                                                      | 1287-1141 | GEN | 3 |
| German Economic Review                                                                          | 1465-6485 | GEN | 3 |
| Global Strategy Journal                                                                         | 2042-5791 | GEN | 3 |
| Journal of Economic Issues                                                                      | 0021-3624 | GEN | 3 |
| Journal of Economics                                                                            | 0931-8658 | GEN | 3 |
| Journal of Management Inquiry                                                                   | 1056-4926 | GEN | 3 |
| Management Learning                                                                             | 1350-5076 | GEN | 3 |
| Manchester School                                                                               | 1463-6786 | GEN | 3 |
| Metroeconomica                                                                                  | 0026-1386 | GEN | 3 |
| Oxford Review of Economic Policy                                                                | 0266-903X | GEN | 3 |
| Recherches Économiques de Louvain / Louvain Economic Review †                                   | 0770-4518 | GEN | 3 |
| Research in Economics                                                                           | 1090-9443 | GEN | 3 |
| Review of Political Economy                                                                     | 0953-8259 | GEN | 3 |
| Review of Radical Political Economy                                                             | 0486-6134 | GEN | 3 |
| Review of Social Economy                                                                        | 0034-6764 | GEN | 3 |
| Revue Française d'Économie                                                                      | 0769-0479 | GEN | 3 |
| Revue Française de Gestion                                                                      | 0338-4551 | GEN | 3 |
| Scandinavian Journal of Management                                                              | 0956-5221 | GEN | 3 |
| Scottish Journal of Political Economy                                                           | 0036-9292 | GEN | 3 |
| SERIEs. Journal of the Spanish Economic Association                                             | 1869-4187 | GEN | 3 |
| Socio-Economic Review                                                                           | 1475-1461 | GEN | 3 |
| The B.E. Journal of Economic Analysis & Policy (Research, anciennement Frontiers et Advances)   | 1935-1682 | GEN | 3 |

#### Catégorie 4
| The Review of Austrian Economics                                           | 0889-3047 | GEN | 4 |
| Applied Economics Letters                                                  | 1350-4851 | GEN | 4 |
| Asia Pacific Journal of Management                                         | 0217-4561 | GEN | 4 |
| Australian Economic Papers                                                 | 0004-900X | GEN | 4 |
| Australian Economic Review                                                 | 0004-9018 | GEN | 4 |
| Brussels Economic Review / Cahiers Économiques de Bruxelles †              | 0008-0195 | GEN | 4 |
| Economia Politica                                                          | 1120-2890 | GEN | 4 |
| Economics EJournal Articles                                                | 1864-6042 | GEN | 4 |
| Économie Appliquée                                                         | 0013-0494 | GEN | 4 |
| Économie et Institutions                                                   | 1775-2329 | GEN | 4 |
| Electronic Commerce Research and Applications                              | 1567-4223 | GEN | 4 |
| European Journal of Economics and Economic Policy                          | 1613-0960 | GEN | 4 |
| International Journal of Arts Management                                   | 1480-8986 | GEN | 4 |
| International Journal of Political Economy                                 | 0891-1916 | GEN | 4 |
| International Studies of Management and Organization                       | 0020-8825 | GEN | 4 |
| Japanese Economic Review                                                   | 1352-4739 | GEN | 4 |
| Journal of Quantitative Economics                                          | 0971-1554 | GEN | 4 |
| Journal of the Knowledge Economy                                           | 1868-7865 | GEN | 4 |
| Management Decision                                                        | 0025-1747 | GEN | 4 |
| Portuguese Economic Journal                                                | 1617-982X | GEN | 4 |
| Recherches en Sciences de Gestion (anciennement Revue Sciences de Gestion) | 2259-6372 | GEN | 4 |
| Review of Managerial Science                                               | 1863-6683 | GEN | 4 |
| Revue de la Régulation                                                     | 1957-7796 | GEN | 4 |
| Revue de l’OFCE                                                            | 1265-9576 | GEN | 4 |
| Revue de l'Organisation Responsable                                        | 1951-0187 | GEN | 4 |
| Revue Française de Socio-Économie                                          | 1966-6608 | GEN | 4 |
| Swiss Journal of Economics and Statistics                                  | 0303-9692 | GEN | 4 |
| L'Actualité Économique, Revue d'analyse Économique                         | 0001-771X | GEN | 4 |

### Revues spécialisées[2]

#### Environnement, Agriculture, Ressources naturelles, Energie
| American Journal of Agricultural Economics                              | 0002-9092 | AgrEnEnv | 1 |
| Ecological Economics                                                    | 0921-8009 | AgrEnEnv | 1 |
| Energy Journal                                                          | 0195-6574 | AgrEnEnv | 1 |
| Journal of Environmental Economics and Management                       | 0095-0696 | AgrEnEnv | 1 |
| Climate Policy                                                          | 1469-3062 | AgrEnEnv | 2 |
| Energy Economics                                                        | 0140-9883 | AgrEnEnv | 2 |
| Energy Policy                                                           | 0301-4215 | AgrEnEnv | 2 |
| Environmental and Resource Economics                                    | 0924-6460 | AgrEnEnv | 2 |
| Environmental Modelling and Assessment                                  | 1420-2026 | AgrEnEnv | 2 |
| European Review of Agricultural Economics                               | 0165-1587 | AgrEnEnv | 2 |
| Resource and Energy Economics                                           | 0928-7655 | AgrEnEnv | 2 |
| Agricultural Economics                                                  | 0169-5150 | AgrEnEnv | 3 |
| Australian Journal of Agricultural and Resource Economics               | 1364-985X | AgrEnEnv | 3 |
| Canadian Journal of Agricultural Economics                              | 0008-3976 | AgrEnEnv | 3 |
| Climatic Change                                                         | 0165-0009 | AgrEnEnv | 3 |
| Ecological Modelling                                                    | 0304-3800 | AgrEnEnv | 3 |
| Energy Studies Review                                                   | 0843-4379 | AgrEnEnv | 3 |
| Environment and Development Economics                                   | 1355-770X | AgrEnEnv | 3 |
| Environmental Science and Policy                                        | 1462-9011 | AgrEnEnv | 3 |
| Environmental Values                                                    | 0963-2719 | AgrEnEnv | 3 |
| Food Policy                                                             | 0306-9192 | AgrEnEnv | 3 |
| Global Environmental Change                                             | 0959-3780 | AgrEnEnv | 3 |
| Journal of Agricultural and Resource Economics                          | 1068-5502 | AgrEnEnv | 3 |
| Journal of Agricultural Economics                                       | 0021-857X | AgrEnEnv | 3 |
| Journal of Energy and Development                                       | 0361-4476 | AgrEnEnv | 3 |
| Journal of Environmental Management                                     | 0301-4797 | AgrEnEnv | 3 |
| Journal of Environmental Planning and Management                        | 0964-0568 | AgrEnEnv | 3 |
| Journal of Forest Economics                                             | 1104-6899 | AgrEnEnv | 3 |
| Journal of Wine Economics                                               | 1931-4361 | AgrEnEnv | 3 |
| Natural Resources Forum                                                 | 0165-0203 | AgrEnEnv | 3 |
| Natural Resources Journal                                               | 0028-0739 | AgrEnEnv | 3 |
| Organization and Environment                                            | 1086-0266 | AgrEnEnv | 3 |
| Resources Policy                                                        | 0301-4207 | AgrEnEnv | 3 |
| Review of Agricultural Economics                                        | 1058-7195 | AgrEnEnv | 3 |
| Review of Environmental Economics and Policy                            | 1750-6816 | AgrEnEnv | 3 |
| Society and Natural Resources                                           | 0894-1920 | AgrEnEnv | 3 |
| Agribusiness                                                            | 0742-4477 | AgrEnEnv | 4 |
| Agricultural and Resource Economics Review                              | 1068-2805 | AgrEnEnv | 4 |
| Business Strategy and the Environment                                   | 0964-4733 | AgrEnEnv | 4 |
| Climate Change Economics                                                | 2010-0078 | AgrEnEnv | 4 |
| Développement Durable et Territoires                                    | 1772-9971 | AgrEnEnv | 4 |
| Economics of Energy & Environmental Policy                              | 2160-5882 | AgrEnEnv | 4 |
| Energy Systems                                                          | 1868-3967 | AgrEnEnv | 4 |
| Environmental Economics                                                 | 1998-6041 | AgrEnEnv | 4 |
| Environmental Economics and Policy Studies                              | 1432-847X | AgrEnEnv | 4 |
| Integrated Assessment                                                   | 1389-5176 | AgrEnEnv | 4 |
| International Environmental Agreements: Politics, Law and Economics     | 1567-9764 | AgrEnEnv | 4 |
| International Journal of Agricultural Resources, Governance and Ecology | 1462-4605 | AgrEnEnv | 4 |
| International Journal of Environment and Pollution                      | 0957-4352 | AgrEnEnv | 4 |
| International Journal of Global Energy Issues                           | 0954-7118 | AgrEnEnv | 4 |
| International Journal of Sustainable Development                        | 0960-1406 | AgrEnEnv | 4 |

| Journal of Agribusiness                                                    | 0738-8950 | AgrEnEnv | 4 |
| Journal of Agricultural and Food Industrial Organization                   | 1542-0485 | AgrEnEnv | 4 |
| Journal of Agricultural Education and Extension                            | 1389-224X | AgrEnEnv | 4 |
| Journal of Energy Markets                                                  | 1756-3607 | AgrEnEnv | 4 |
| Journal of Environmental Economics and Policy                              | 2160-6544 | AgrEnEnv | 4 |
| Journal of Environment and Development                                     | 1070-4965 | AgrEnEnv | 4 |
| Marine Resource Economics                                                  | 0738-1360 | AgrEnEnv | 4 |
| Nature Sciences Sociétés                                                   | 1240-1307 | AgrEnEnv | 4 |
| Review of Agricultural, Food and Environmental Studies                     | 2425-6870 | AgrEnEnv | 4 |
| Systèmes Alimentaires / Food Systems (anc. E&S, Systèmes Agroalimentaires) | 2555-4670 | AgrEnEnv | 4 |

#### Comptabilité et contrôle de gestion
| Journal of Accounting and Economics                      | 0165-4101 | CPT | 1g |
| Accounting, Organization and Society                     | 0361-3682 | CPT | 1  |
| Journal of Accounting Research                           | 0021-8456 | CPT | 1  |
| Management Accounting Research                           | 1044-5005 | CPT | 1  |
| The Accounting Review                                    | 0001-4826 | CPT | 1  |
| Accounting, Auditing & Accountability Journal            | 0951-3574 | CPT | 2  |
| Auditing, A Journal of Practice and Theory               | 0278-0380 | CPT | 2  |
| Comptabilité Contrôle Audit                              | 1262-2788 | CPT | 2  |
| Contemporary Accounting Research                         | 0823-9150 | CPT | 2  |
| Critical Perspectives on Accounting                      | 1045-2354 | CPT | 2  |
| European Accounting Review                               | 0963-8180 | CPT | 2  |
| Journal of Accounting and Public Policy                  | 0278-4254 | CPT | 2  |
| Journal of Business Finance and Accounting               | 0306-686X | CPT | 2  |
| Review of Accounting Studies                             | 1380-6653 | CPT | 2  |
| Abacus                                                   | 0001-3072 | CPT | 3  |
| Accounting and Business Research                         | 0001-4788 | CPT | 3  |
| Accounting and Finance                                   | 0810-5391 | CPT | 3  |
| Accounting Horizons                                      | 0888-7993 | CPT | 3  |
| Behavioral Research in Accounting                        | 1050-4753 | CPT | 3  |
| British Accounting Review                                | 0890-8389 | CPT | 3  |
| Financial Accountability and Management                  | 0267-4424 | CPT | 3  |
| International Journal of Accounting                      | 0020-7063 | CPT | 3  |
| International Journal of Auditing                        | 1090-6738 | CPT | 3  |
| Journal of Accounting Literature                         | 0737-4607 | CPT | 3  |
| Journal of Accounting, Auditing and Finance              | 0148-558X | CPT | 3  |
| Journal of Applied Accounting Research                   | 0967-5426 | CPT | 3  |
| Journal of International Accounting Research             | 1542-6297 | CPT | 3  |
| Journal of Management Accounting Research                | 1049-2127 | CPT | 3  |
| Sustainability Accounting, Management and Policy Journal | 2040-8021 | CPT | 3  |
| Accounting Forum                                         | 0155-9982 | CPT | 4  |
| Advances in Accounting                                   | 0897-3660 | CPT | 4  |
| Management Accounting Quarterly                          | 1528-5359 | CPT | 4  |
| Managerial Auditing Journal                              | 0268-6902 | CPT | 4  |
| Qualitative Research in Accounting & Management          | 1176-6093 | CPT | 4  |
| Review of Accounting and Finance                         | 1475-7702 | CPT | 4  |
| Social and Environmental Accountability Journal          | 0969-160X | CPT | 4  |

#### Économie du développement et transition / Development and transition economics
| Nom                                                                                  | ISSN      | Domaine  | Cat |
| Economic Development and Cultural Change                                             | 0013-0079 | DevTrans | 1   |
| Journal of Comparative Economics                                                     | 0147-5967 | DevTrans | 1   |
| Journal of Development Economics                                                     | 0304-3878 | DevTrans | 1   |
| World Bank Economic Review                                                           | 0258-6770 | DevTrans | 1   |
| World Development                                                                    | 0305-750X | DevTrans | 1   |
| China Economic Review                                                                | 1043-951X | DevTrans | 2   |
| Development and Change                                                               | 0012-155X | DevTrans | 2   |
| Economics of Transition                                                              | 0967-0750 | DevTrans | 2   |
| Journal of African Economies                                                         | 0963-8024 | DevTrans | 2   |
| Journal of Development Studies                                                       | 0022-0388 | DevTrans | 2   |
| Population and Development Review                                                    | 0098-7921 | DevTrans | 2   |
| Post-Communist Economies                                                             | 1463-1377 | DevTrans | 2   |
| Comparative Economic Studies                                                         | 0888-7233 | DevTrans | 3   |
| Economic Systems                                                                     | 0939-3625 | DevTrans | 3   |
| Emerging Markets Review                                                              | 1566-0141 | DevTrans | 3   |
| European Journal of Comparative Economics                                            | 1824-2979 | DevTrans | 3   |
| Europe-Asia Studies                                                                  | 0966-8136 | DevTrans | 3   |
| Journal of International Development                                                 | 0954-1748 | DevTrans | 3   |
| Journal of International Trade and Economic Development                              | 0963-8199 | DevTrans | 3   |
| Oxford Development Studies                                                           | 1360-0818 | DevTrans | 3   |
| Revue d'Économie du Développement                                                    | 1245-4060 | DevTrans | 3   |
| Third World Quarterly                                                                | 0143-6597 | DevTrans | 3   |
| African Development Review                                                           | 1017-6772 | DevTrans | 4   |
| Asian Development Review                                                             | 0116-1105 | DevTrans | 4   |
| Cepal Review                                                                         | 0251-2920 | DevTrans | 4   |
| c                                                                                    | 1573-9414 | DevTrans | 4   |
| Economic History of Developing Regions                                               | 2078-0389 | DevTrans | 4   |
| European Journal of Development Research                                             | 0957-8811 | DevTrans | 4   |
| Journal of Asian Economics                                                           | 1049-0078 | DevTrans | 4   |
| Mondes en développement                                                              | 0302-3052 | DevTrans | 4   |
| Review of African Political Economy                                                  | 0305-6244 | DevTrans | 4   |
| Review of Development Economics                                                      | 1363-6669 | DevTrans | 4   |
| Revue Canadienne d’Études du Développement / Canadian Journal of Development Studies | 0225-5189 | DevTrans | 4   |

#### Droit et économie
| Nom                                             | ISSN      | Domaine  | Cat |
| International Review of Law and Economics       | 0144-8188 | EcoDroit | 1   |
| Journal of Law and Economics                    | 0022-2186 | EcoDroit | 1   |
| Journal of Law, Economics, and Organization     | 8756-6222 | EcoDroit | 1   |
| Journal of Legal Studies                        | 0047-2530 | EcoDroit | 1   |
| American Law and Economics Review               | 1465-7252 | EcoDroit | 2   |
| Antitrust Bulletin                              | 0003-603X | EcoDroit | 2   |
| European Journal of Law and Economics           | 0929-1261 | EcoDroit | 2   |
| Journal of Competition Law and Economics        | 1744-6422 | EcoDroit | 2   |
| Review of Law and Economics                     | 1555-5879 | EcoDroit | 2   |
| Antitrust Law and Economics Review              | 0003-6048 | EcoDroit | 3   |
| Antitrust Law Journal                           | 0003-6056 | EcoDroit | 3   |
| Common Market Law Review                        | 0165-0750 | EcoDroit | 3   |
| Law and Contemporary Problems                   | 0023-9186 | EcoDroit | 3   |
| Research in Law and Economics                   | 0193-5895 | EcoDroit | 3   |
| Revue Internationale de Droit Économique        | 1010-8831 | EcoDroit | 3   |
| World Competition. Law and Economics Review     | 1011-4548 | EcoDroit | 3   |
| Yale Journal on Regulation                      | 0741-9457 | EcoDroit | 3   |
| Journal of Legal Economics                      | 1054-3023 | EcoDroit | 4   |
| Journal of World Trade                          | 1011-6702 | EcoDroit | 4   |
| Review of Economic Research on Copyright Issues | 1698-1359 | EcoDroit | 4   |

#### Économie publique et choix collectifs
| Nom                                         | ISSN      | Domaine | Cat |
| American Economic Journal: Economic Policy  | 1945-7731 | EcoPub  | 1   |
| Journal of Public Economics                 | 0047-2727 | EcoPub  | 1   |
| Public Choice                               | 0048-5829 | EcoPub  | 1   |
| Social Choice and Welfare                   | 0176-1714 | EcoPub  | 1   |
| Economics and Philosophy                    | 0266-2671 | EcoPub  | 2   |
| European Journal of Political Economy       | 0176-2680 | EcoPub  | 2   |
| International Tax and Public Finance        | 0927-5940 | EcoPub  | 2   |
| Journal of Policy Analysis & Management     | 1520-6688 | EcoPub  | 2   |
| Journal of Public Economic Theory           | 1097-3923 | EcoPub  | 2   |
| National Tax Journal                        | 0028-0283 | EcoPub  | 2   |
| Review of Income and Wealth                 | 0034-6586 | EcoPub  | 2   |
| Economics and Politics                      | 0954-1985 | EcoPub  | 3   |
| Economics of Governance                     | 1435-8131 | EcoPub  | 3   |
| Fiscal Studies                              | 0143-5671 | EcoPub  | 3   |
| Journal of Economic Inequality              | 1569-1721 | EcoPub  | 3   |
| Nonprofit and Voluntary Sector Quarterly    | 0899-7640 | EcoPub  | 3   |
| Defence and Peace Economics                 | 1024-2694 | EcoPub  | 4   |
| Économie Publique                           | 1373-8496 | EcoPub  | 4   |
| Finanz Archiv                               | 0015-2218 | EcoPub  | 4   |
| Journal of Happiness Studies                | 1389-4978 | EcoPub  | 4   |
| Journal of Policy Modeling                  | 0161-8938 | EcoPub  | 4   |
| Journal of Public Finance and Public Choice | 1120-7019 | EcoPub  | 4   |
| Public Finance Review                       | 1091-1421 | EcoPub  | 4   |
| Review of International Organizations       | 1559-7431 | EcoPub  | 4   |
| Urban Public Economics Review               | 1697-6223 | EcoPub  | 4   |

#### Finance et assurance
| Journal of Finance                                         | 0022-1082 | Fin | 1g |
| Journal of Financial and Quantitative Analysis             | 0022-1090 | Fin | 1  |
| Journal of Financial Economics                             | 0304-405X | Fin | 1  |
| Review of Finance                                          | 1572-3097 | Fin | 1  |
| Review of Financial Studies                                | 0893-9454 | Fin | 1  |
| Finance                                                    | 0752-6180 | Fin | 2  |
| Financial Management                                       | 0046-3892 | Fin | 2  |
| Geneva Risk and Insurance Review                           | 1554-964X | Fin | 2  |
| Journal of Banking and Finance                             | 0378-4266 | Fin | 2  |
| Journal of Corporate Finance                               | 0929-1199 | Fin | 2  |
| Journal of Financial Intermediation                        | 1042-9573 | Fin | 2  |
| Journal of Financial Markets                               | 1386-4181 | Fin | 2  |
| Journal of Risk and Insurance                              | 0022-4367 | Fin | 2  |
| Journal of Risk and Uncertainty                            | 0895-5646 | Fin | 2  |
| Mathematical Finance                                       | 0960-1627 | Fin | 2  |
| ASTIN Bulletin                                             | 0515-0361 | Fin | 3  |
| Corporate Governance: An International Review              | 0964-8410 | Fin | 3  |
| European Financial Management                              | 1354-7798 | Fin | 3  |
| Finance and Stochastics                                    | 0949-2984 | Fin | 3  |
| Finance Research Letters                                   | 1544-6123 | Fin | 3  |
| Financial Markets, Institutions & Instruments              | 0963-8008 | Fin | 3  |
| Geneva Papers on Risk and Insurance - Issues and Practices | 1018-5895 | Fin | 3  |
| Insurance: Mathematics and Economics                       | 0167-6687 | Fin | 3  |
| International Journal of Theoretical and Applied Finance   | 0219-0249 | Fin | 3  |
| International Review of Financial Analysis                 | 1057-5219 | Fin | 3  |
| Journal of Derivatives                                     | 1074-1240 | Fin | 3  |
| Journal of Empirical Finance                               | 0927-5398 | Fin | 3  |
| Journal of Financial Research                              | 0270-2592 | Fin | 3  |
| Journal of Financial Services Research                     | 0920-8550 | Fin | 3  |
| Journal of Financial Stability                             | 1572-3089 | Fin | 3  |
| Journal of Fixed Income                                    | 1059-8596 | Fin | 3  |
| Journal of Futures Markets                                 | 0270-7314 | Fin | 3  |
| Journal of Portfolio Management                            | 0095-4918 | Fin | 3  |
| Journal of Real Estate Finance and Economics               | 0895-5638 | Fin | 3  |
| Quantitative Finance                                       | 1469-7688 | Fin | 3  |
| Quarterly Review of Economics and Finance                  | 1062-9769 | Fin | 3  |
| Review of Quantitative Finance and Accounting              | 0924-865X | Fin | 3  |
| Annals of Finance                                          | 1614-2446 | Fin | 4  |
| Applied Financial Economics                                | 0960-3107 | Fin | 4  |
| Bankers, Markets & Investors (ex-Banque & Marchés)         | 2101-9304 | Fin | 4  |
| Bulletin Français d'Actuariat                              | 1779-7160 | Fin | 4  |
| Financial Review                                           | 0732-8516 | Fin | 4  |
| Journal of Asset Management                                | 1470-8272 | Fin | 4  |
| Journal of Multinational Financial Management              | 1042-444X | Fin | 4  |
| Journal of Risk Finance                                    | 1526-5943 | Fin | 4  |
| Managerial Finance                                         | 0307-4358 | Fin | 4  |
| Mathematics and Financial Economics                        | 1862-9679 | Fin | 4  |
| Multinational Finance Journal                              | 1096-1879 | Fin | 4  |
| North American Actuarial Journal                           | 1092-0277 | Fin | 4  |
| Pacific Basin Finance Journal                              | 0927-538X | Fin | 4  |
| Research in International Business and Finance             | 0275-5319 | Fin | 4  |

| Review of Derivatives Research  | 1380-6645 | Fin | 4 |
| Review of Financial Economics   | 1058-3300 | Fin | 4 |
| Revue d'Économie Financière     | 1777-5744 | Fin | 4 |
| The European Journal of Finance | 1351-847X | Fin | 4 |

#### Gestion des ressources humaines
| Industrial Relations                                  | 0019-8676 | GRH | 1 |
| Journal of Applied Psychology                         | 0021-9010 | GRH | 1 |
| Organizational Behavior and Human Decision Processes  | 0749-5978 | GRH | 1 |
| Personnel Psychology                                  | 0031-5826 | GRH | 1 |
| British Journal of Industrial Relations               | 0007-1080 | GRH | 2 |
| Business Ethics Quarterly                             | 1052-150X | GRH | 2 |
| Human Relations                                       | 0018-7267 | GRH | 2 |
| Human Resource Management                             | 0090-4848 | GRH | 2 |
| Journal of Business Ethics                            | 0167-4544 | GRH | 2 |
| Journal of Occupational and Organizational Psychology | 0963-1798 | GRH | 2 |
| Journal of Organizational Behavior                    | 0894-3796 | GRH | 2 |
| Journal of Vocational Behavior                        | 0001-8791 | GRH | 2 |
| Leadership Quarterly                                  | 1048-9843 | GRH | 2 |
| Revue de Gestion des Ressources Humaines              | 1163-913X | GRH | 2 |
| Applied Psychology: An International Review           | 0269-994X | GRH | 3 |
| Economic and Industrial Democracy                     | 0143-831X | GRH | 3 |
| European Journal of Industrial Relations              | 0959-6801 | GRH | 3 |
| Group and Organization Management                     | 1059-6011 | GRH | 3 |
| Human Resource Management Journal                     | 0954-5395 | GRH | 3 |
| Human Resource Management Review                      | 1053-4822 | GRH | 3 |
| International Journal of Human Resource Management    | 0958-5192 | GRH | 3 |
| Journal of Business and Psychology                    | 0889-3268 | GRH | 3 |
| Personnel Review                                      | 0048-3486 | GRH | 3 |
| Relations Industrielles / Industrial Relations        | 0034-379X | GRH | 3 |
| Work and Occupations                                  | 0730-8884 | GRH | 3 |
| Work and Stress                                       | 0267-8373 | GRH | 3 |
| Work Employment and Society                           | 0950-0170 | GRH | 3 |
| Asia Pacific Journal of Human Resources               | 1038-4111 | GRH | 4 |
| Business Ethics: A European Review                    | 0962-8770 | GRH | 4 |
| Employee Relations                                    | 0142-5455 | GRH | 4 |
| European Journal of Work & Organizational Psychology  | 1359-432X | GRH | 4 |
| Gender, Work and Organization                         | 0968-6673 | GRH | 3 |
| Human Systems Management                              | 0167-2533 | GRH | 4 |
| Journal of Management Development                     | 0262-1711 | GRH | 4 |
| Journal of Managerial Psychology                      | 0268-3946 | GRH | 4 |
| Management & Avenir                                   | 1768-5958 | GRH | 4 |
| Review of Public Personnel Administration             | 0734-371X | GRH | 4 |

#### Innovation et entrepreneuriat
| Entrepreneurship: Theory and Practice                                                                            | 1042-2587             | Innov | 1 |
| Industrial and Corporate Change                                                                                  | 0960-6491             | Innov | 1 |
| Journal of Business Venturing                                                                                    | 0883-9026             | Innov | 1 |
| Journal of Product Innovation Management                                                                         | 0737-6782             | Innov | 1 |
| Research Policy                                                                                                  | 0048-7333             | Innov | 1 |
| Family Business Review                                                                                           | 0894-4865             | Innov | 2 |
| International Small Business Journal                                                                             | 0266-2426             | Innov | 2 |
| Journal of Small Business Management                                                                             | 0047-2778             | Innov | 2 |
| Strategic Entrepreneurship Journal                                                                               | 1932-4391             | Innov | 2 |
| Technological Forecasting and Social Change                                                                      | 0040-1625             | Innov | 2 |
| Creativity and Innovation Management                                                                             | 0963-1690             | Innov | 3 |
| Economics of Innovation and New Technology                                                                       | 1043-8599             | Innov | 3 |
| Entrepreneurship and Regional Development                                                                        | 0898-5626             | Innov | 3 |
| Industry and Innovation                                                                                          | 1366-2716             | Innov | 3 |
| International Journal of Technology Management                                                                   | 0267-5730             | Innov | 3 |
| Journal of Engineering and Technology Management                                                                 | 0923-4748             | Innov | 3 |
| Journal of International Entrepreneurship                                                                        | 1570-7385             | Innov | 3 |
| Journal of Technology Transfer                                                                                   | 0892-9912             | Innov | 3 |
| R&D Management                                                                                                   | 0033-6807             | Innov | 3 |
| Technovation | 0166-4972             | Innov | 3 |
| European Journal of Innovation Management                                                                        | 1460-1060             | Innov | 4 |
| Innovations : Revue d'Economie et de Management de l'Innovation / Journal of Innovation Economics and Management | 1267-4982 / 2032-5355 | Innov | 4 |
| International Entrepreneurship and Management Journal                                                            | 1554-7191             | Innov | 4 |
| International Journal of Entrepreneurial Behaviour and Research                                                  | 1355-2554             | Innov | 4 |
| International Journal of Entrepreneurship and Innovation                                                         | 1465-7503             | Innov | 4 |
| International Journal of Entrepreneurship and Innovation Management                                              | 1368-275X             | Innov | 4 |
| International Journal of Entrepreneurship and Small Business                                                     | 1476-1297             | Innov | 4 |
| International Journal of Gender and Entrepreneurship                                                             | 1756-6266             | Innov | 4 |
| International Journal of Innovation Management                                                                   | 1363-9196             | Innov | 4 |
| Journal of Enterprising Culture                                                                                  | 0218-4958             | Innov | 4 |
| Journal of High Technology Management Research                                                                   | 1047-8310             | Innov | 4 |
| Journal of Small Business and Enterprise Development                                                             | 1462-6004             | Innov | 4 |
| Revue de l'Entrepreneuriat                                                                                       | 1630-7542             | Innov | 4 |
| Revue Internationale PME                                                                                         | 0776-5436             | Innov | 4 |

#### Logistique et production
| International Journal of Production Economics                           | 0925-5273 | LOG | 1 |
| Journal of Operations Management                                        | 0272-6963 | LOG | 1 |
| Production and Operations Management                                    | 1059-1478 | LOG | 1 |
| International Journal of Operations and Production Management           | 0144-3577 | LOG | 2 |
| International Journal of Production Research                            | 0020-7543 | LOG | 2 |
| Journal of Business Logistics                                           | 0735-3766 | LOG | 2 |
| Journal of Quality Technology                                           | 0022-4065 | LOG | 2 |
| Production Planning and Control                                         | 0953-7287 | LOG | 2 |
| Transportation Research Part E: Logistics and Transportation Review     | 1366-5545 | LOG | 2 |
| Computers & Industrial Engineering                                      | 0360-8352 | LOG | 3 |
| Flexible Services and Manufacturing Journal                             | 1936-6582 | LOG | 3 |
| Industrial Management and Data Systems                                  | 0263-5577 | LOG | 3 |
| International Journal of Logistics Management                           | 0957-4903 | LOG | 3 |
| International Journal of Logistics Research and Applications            | 1367-5567 | LOG | 3 |
| International Journal of Physical Distribution and Logistics Management | 0960-0035 | LOG | 3 |
| International Journal of Project Management                             | 0263-7863 | LOG | 3 |
| International Journal of Quality and Reliability Management             | 0265-671X | LOG | 3 |
| Journal of Manufacturing Systems                                        | 0278-6125 | LOG | 3 |
| Journal of Purchasing and Supply Management                             | 1478-4092 | LOG | 3 |
| Journal of Supply Chain Management                                      | 1523-2409 | LOG | 3 |
| Project Management Journal                                              | 8756-9728 | LOG | 3 |
| Supply Chain Management: An International Journal                       | 1359-8546 | LOG | 3 |
| European Review of Service Economics and Management                     | 2495-991X | LOG | 4 |
| International Journal of Manufacturing Technology and Management        | 1368-2148 | LOG | 4 |
| Journal of Manufacturing Technology Management                          | 1741-038x | LOG | 4 |
| Manufacturing and Service Operations Management                         | 1523-4614 | LOG | 4 |
| Quality Management Journal                                              | 1068-6967 | LOG | 4 |
| Revue Française de Gestion Industrielle †                               | 0242-9780 | LOG | 4 |
| Supply Chain Forum: An International Journal                            | 1625-8312 | LOG | 4 |
| The TQM Journal                                                         | 1754-2731 | LOG | 4 |
| Total Quality Management & Business Excellence                          | 1478-3363 | LOG | 4 |

#### Histoire de la pensée économique, histoire économique et des affaires, méthodologie, philosophie économique
| Economic History Review                                                               | 0013-0117 | HPEA | 1 |
| European Journal of the History of Economic Thought                                   | 0967-2567 | HPEA | 1 |
| History of Political Economy                                                          | 0018-2702 | HPEA | 1 |
| Journal of Economic History                                                           | 0022-0507 | HPEA | 1 |
| Accounting History Review                                                             | 2155-2851 | HPEA | 2 |
| Business History                                                                      | 0007-6791 | HPEA | 2 |
| Cliometrica                                                                           | 1863-2513 | HPEA | 2 |
| European Review of Economic History                                                   | 1361-4916 | HPEA | 2 |
| Explorations in Economic History                                                      | 0014-4983 | HPEA | 2 |
| Journal of Economic Methodology                                                       | 1350-178X | HPEA | 2 |
| Journal of the History of Economic Thought                                            | 1042-7716 | HPEA | 2 |
| Politics, Philosophy & Economics                                                      | 1470-594X | HPEA | 2 |
| Accounting Historians Journal                                                         | 0148-4184 | HPEA | 3 |
| Accounting History                                                                    | 1032-3732 | HPEA | 3 |
| Australian Economic History Review                                                    | 0004-8992 | HPEA | 3 |
| Business History Review                                                               | 0007-6805 | HPEA | 3 |
| Cahiers d'Économie Politique                                                          | 0154-8344 | HPEA | 3 |
| Enterprise & Society                                                                  | 1467-2227 | HPEA | 3 |
| Financial History Review                                                              | 0968-5650 | HPEA | 3 |
| History of Economic Ideas                                                             | 1122-8792 | HPEA | 3 |
| Oeconomia                                                                             | 2113-5207 | HPEA | 3 |
| Revue de Philosophie Économique                                                       | 1376-0971 | HPEA | 3 |
| Business and Economic History                                                         | 0849-6825 | HPEA | 4 |
| Entreprises et Histoire                                                               | 1161-2770 | HPEA | 4 |
| Histoire Économie et Société                                                          | 0752-5702 | HPEA | 4 |
| Histoire Économique Quantitative (E&S, série AF) †                                    | 0013-0567 | HPEA | 4 |
| History of Economics Review                                                           | 1037-0196 | HPEA | 4 |
| Journal of European Economic History                                                  | 0391-5115 | HPEA | 4 |
| Journal of Historical Research in Marketing                                           | 1755-750X | HPEA | 4 |
| Labor History                                                                         | 0023-656X | HPEA | 4 |
| Management and Organizational History                                                 | 1744-9359 | HPEA | 4 |
| Research in Economic History                                                          | 1054-1098 | HPEA | 4 |
| Research in the History of Economic Thought and Methodology                           | 0743-4154 | HPEA | 4 |
| Revue d'Histoire de la Pensée Economique (anc. E&S, Histoire de la Pensée Economique) | 2496-4646 | HPEA | 4 |
| Scandinavian Economic History Review                                                  | 0358-5522 | HPEA | 4 |

#### Macroéconomie, économie internationale et monnaie
| American Economic Journal: Macroeconomics                        | 1945-7707 | Macro | 1 |
| Journal of Economic Dynamics and Control                         | 0165-1889 | Macro | 1 |
| Journal of Economic Growth                                       | 1381-4338 | Macro | 1 |
| Journal of International Economics                               | 0022-1996 | Macro | 1 |
| Journal of Monetary Economics                                    | 0304-3932 | Macro | 1 |
| Journal of Money, Credit and Banking                             | 0022-2879 | Macro | 1 |
| Economic Modelling                                               | 0264-9993 | Macro | 2 |
| Journal of International Money and Finance                       | 0261-5606 | Macro | 2 |
| Journal of Macroeconomics                                        | 0164-0704 | Macro | 2 |
| Macroeconomic Dynamics                                           | 1365-1005 | Macro | 2 |
| Review of Economic Dynamics                                      | 1094-2025 | Macro | 2 |
| Review of International Economics                                | 0965-7576 | Macro | 2 |
| Review of World Economics                                        | 1610-2878 | Macro | 2 |
| The B.E. Journal of Macroeconomics. Frontiers                    | 1935-1690 | Macro | 2 |
| World Economy                                                    | 0378-5920 | Macro | 2 |
| Économie Internationale / International Economics                | 1240-8093 | Macro | 3 |
| International Journal of Central Banking                         | 1815-4654 | Macro | 3 |
| International Journal of Finance and Economics                   | 1076-9307 | Macro | 3 |
| International Monetary Fund Staff Papers                         | 1020-7635 | Macro | 3 |
| International Organization                                       | 0020-8183 | Macro | 3 |
| Journal of Common Market Studies                                 | 0021-9886 | Macro | 3 |
| Journal of Economic Integration                                  | 1225-651X | Macro | 3 |
| Journal of International Financial Markets, Institutions & Money | 1042-4431 | Macro | 3 |
| Journal of the Japanese and International Economies              | 0889-1583 | Macro | 3 |
| Open Economies Review                                            | 0923-7992 | Macro | 3 |
| Pacific Economic Review                                          | 1361-374X | Macro | 3 |
| Structural Change and Economic Dynamics                          | 0954-349X | Macro | 3 |
| The B.E. Journal of Macroeconomics. Advances                     | 1935-1690 | Macro | 3 |
| Asian Economic Journal                                           | 1351-3958 | Macro | 4 |
| Czech Journal of Economics and Finance                           | 0015-1920 | Macro | 4 |
| International Economic Journal                                   | 1016-8737 | Macro | 4 |
| International Trade Journal                                      | 0885-3908 | Macro | 4 |
| Review of Keynesian Economics                                    | 2049-5331 | Macro | 4 |
| World Trade Review                                               | 1474-7456 | Macro | 4 |

#### Marketing
| Journal of Marketing                                        | 0022-2429 | MKG | 1g |
| Journal of Consumer Psychology                              | 1057-7408 | MKG | 1  |
| Journal of Consumer Research                                | 0093-5301 | MKG | 1  |
| Journal of Marketing Research                               | 0022-2437 | MKG | 1  |
| Journal of the Academy of Marketing Science                 | 0092-0703 | MKG | 1  |
| Marketing Science                                           | 0732-2399 | MKG | 1  |
| Industrial Marketing Management                             | 0019-8501 | MKG | 2  |
| International Journal of Research in Marketing              | 0167-8116 | MKG | 2  |
| Journal of Business Research                                | 0148-2963 | MKG | 2  |
| Journal of Interactive Marketing                            | 1094-9968 | MKG | 2  |
| Journal of International Marketing                          | 1069-031X | MKG | 2  |
| Journal of Public Policy and Marketing                      | 0743-9156 | MKG | 2  |
| Journal of Retailing                                        | 0022-4359 | MKG | 2  |
| Journal of Service Research                                 | 1094-6705 | MKG | 2  |
| Marketing Letters                                           | 0923-0645 | MKG | 2  |
| Recherche et Application en Marketing                       | 0767-3701 | MKG | 2  |
| Consumption Markets & Culture                               | 1025-3866 | MKG | 3  |
| Décisions Marketing                                         | 0779-7389 | MKG | 3  |
| European Journal of Marketing                               | 0309-0566 | MKG | 3  |
| International Journal of Advertising                        | 0265-0487 | MKG | 3  |
| International Journal of Public Opinion Research            | 0954-2892 | MKG | 3  |
| International Journal of Retail and Distribution Management | 0959-0552 | MKG | 3  |
| International Marketing Review                              | 0265-1335 | MKG | 3  |
| Journal of Advertising                                      | 0091-3367 | MKG | 3  |
| Journal of Advertising Research                             | 0021-8499 | MKG | 3  |
| Journal of Business & Industrial Marketing                  | 0885-8624 | MKG | 3  |
| Journal of Consumer Affairs                                 | 0022-0078 | MKG | 3  |
| Journal of Consumer Culture                                 | 1469-5405 | MKG | 3  |
| Journal of Macromarketing                                   | 0276-1467 | MKG | 3  |
| Journal of Marketing Management                             | 0267-257X | MKG | 3  |
| Journal of Retailing and Consumer Services                  | 0969-6989 | MKG | 3  |
| Journal of Service Management                               | 1757-5818 | MKG | 3  |
| Journal of Services Marketing                               | 0887-6045 | MKG | 3  |
| Marketing Theory                                            | 1470-5931 | MKG | 3  |
| Psychology and Marketing                                    | 0742-6046 | MKG | 3  |
| Quantitative Marketing and Economics                        | 1570-7156 | MKG | 3  |
| International Journal of Bank Marketing                     | 0265-2323 | MKG | 4  |
| International Journal of Market Research                    | 1470-7853 | MKG | 4  |
| Journal of Brand Management                                 | 1350-231X | MKG | 4  |
| Journal of Business-to-Business Marketing                   | 1051-712X | MKG | 4  |
| Journal of Consumer Marketing                               | 0736-3761 | MKG | 4  |
| Journal of Marketing Theory and Practice                    | 1069-6679 | MKG | 4  |
| Journal of Personal Selling and Sales Management            | 0885-3134 | MKG | 4  |
| Journal of Product and Brand Management                     | 1061-0421 | MKG | 4  |
| Journal of Service Theory and Practice                      | 2055-6225 | MKG | 4  |
| Journal of Strategic Marketing                              | 0965-254X | MKG | 4  |
| Journal of Travel & Tourism Marketing                       | 1054-8408 | MKG | 4  |
| Qualitative Market Research                                 | 1352-2752 | MKG | 4  |

#### Econometrie
| Nom                                                                           | ISSN      | Domaine | Cat |
| Econometric Theory                                                            | 0266-4666 | Metrie  | 1   |
| Journal of Applied Econometrics                                               | 0883-7252 | Metrie  | 1   |
| Journal of Business and Economic Statistics                                   | 0735-0015 | Metrie  | 1   |
| Journal of Econometrics                                                       | 0304-4076 | Metrie  | 1   |
| Econometric Reviews                                                           | 0747-4938 | Metrie  | 2   |
| Econometrics Journal                                                          | 1368-4221 | Metrie  | 2   |
| International Journal of Forecasting                                          | 0169-2070 | Metrie  | 2   |
| Journal of Financial Econometrics                                             | 1479-8409 | Metrie  | 2   |
| Journal of the Royal Statistical Society : Series B (Statistical Methodology) | 1369-7412 | Metrie  | 2   |
| Journal of Applied Statistics                                                 | 0266-4763 | Metrie  | 3   |
| Journal of Choice Modelling                                                   | 1755-5345 | Metrie  | 3   |
| Journal of Forecasting                                                        | 0277-6693 | Metrie  | 3   |
| Journal of Time Series Analysis                                               | 0143-9782 | Metrie  | 3   |
| Studies in Nonlinear Dynamics and Econometrics                                | 1081-1826 | Metrie  | 3   |
| Econometrics                                                                  | 2225-1146 | Metrie  | 4   |
| Empirical Economics                                                           | 0377-7332 | Metrie  | 4   |
| International Review of Applied Economics                                     | 0269-2171 | Metrie  | 4   |

#### Management public
| Nom                                                                    | ISSN      | Domaine | Cat |
| Journal of Public Administration Research and Theory                   | 1053-1858 | MgPub   | 1   |
| Public Administration Review                                           | 0033-3352 | MgPub   | 1   |
| Administration and Society                                             | 0095-3997 | MgPub   | 2   |
| Policy and Politics                                                    | 0305-5736 | MgPub   | 2   |
| Public Management Review                                               | 1471-9037 | MgPub   | 2   |
| Evaluation: The International Journal of Theory, Research and Practice | 1356-3890 | MgPub   | 3   |
| Governance                                                             | 0952-1895 | MgPub   | 3   |
| International Journal of Public Administration                         | 0190-0692 | MgPub   | 3   |
| International Journal of Public Sector Management                      | 0951-3558 | MgPub   | 3   |
| International Review of Administrative Sciences                        | 0020-8523 | MgPub   | 3   |
| Local Government Studies                                               | 0300-3930 | MgPub   | 3   |
| Public Administration: An International Quarterly                      | 0033-3298 | MgPub   | 3   |
| Public Administration and Development                                  | 0271-2075 | MgPub   | 3   |
| Public Money and Management                                            | 0954-0962 | MgPub   | 3   |
| Public Organization Review                                             | 1566-7170 | MgPub   | 3   |
| Politiques et Management Public                                        | 0758-1726 | MgPub   | 4   |
| International Review of Public Administration                          | 1229-4659 | MgPub   | 4   |
| Revue Française d’Administration Publique                              | 0152-7401 | MgPub   | 4   |

#### Organisation industrielle
| International Journal of Industrial Organization   | 0167-7187 | OrgInd | 1 |
| Journal of Economics and Management Strategy       | 1058-6407 | OrgInd | 1 |
| Journal of Industrial Economics                    | 0022-1821 | OrgInd | 1 |
| RAND Journal of Economics                          | 0741-6261 | OrgInd | 1 |
| Information Economics and Policy                   | 0167-6245 | OrgInd | 2 |
| Journal of Evolutionary Economics                  | 0936-9937 | OrgInd | 2 |
| Journal of Regulatory Economics                    | 0922-680X | OrgInd | 2 |
| Review of Industrial Organization                  | 0889-938X | OrgInd | 2 |
| Small Business Economics                           | 0921-898X | OrgInd | 2 |
| Business and Politics                              | 1369-5258 | OrgInd | 3 |
| International Journal of the Economics of Business | 1357-1516 | OrgInd | 3 |
| Journal of Cultural Economics                      | 0885-2545 | OrgInd | 3 |
| Journal of Sport Economics                         | 1527-0025 | OrgInd | 3 |
| Managerial and Decision Economics                  | 0143-6570 | OrgInd | 3 |
| Review of Network Economics                        | 1446-9022 | OrgInd | 3 |
| Revue d'Économie Industrielle                      | 0154-3229 | OrgInd | 3 |
| Journal of Media Economics                         | 0899-7764 | OrgInd | 4 |
| Telecommunications Policy                          | 0308-5961 | OrgInd | 4 |
| Utilities Policy                                   | 0957-1787 | OrgInd | 4 |

#### Recherche opérationnelle
| European Journal of Operational Research                                              | 0377-2217 | RO | 1 |
| Mathematics of Operations Research                                                    | 0364-765X | RO | 1 |
| Operations Research                                                                   | 0030-364X | RO | 1 |
| Annals of Operations Research                                                         | 0254-5330 | RO | 2 |
| Computers & Operations Research                                                       | 0305-0548 | RO | 2 |
| Decision Sciences                                                                     | 0011-7315 | RO | 2 |
| Journal of the Operational Research Society                                           | 0160-5682 | RO | 2 |
| Omega                                                                                 | 0305-0483 | RO | 2 |
| Operations Research Letters                                                           | 0167-6377 | RO | 2 |
| 4OR: A Quarterly Journal of Operations Research                                       | 1619-4500 | RO | 3 |
| Decision Analysis                                                                     | 1545-8490 | RO | 3 |
| Group Decision and Negotiation                                                        | 0926-2644 | RO | 3 |
| International Transactions in Operational Research                                    | 0969-6016 | RO | 3 |
| Journal of Productivity Analysis                                                      | 0895-562X | RO | 3 |
| Journal of Scheduling                                                                 | 1094-6136 | RO | 3 |
| Mathematical Methods of Operations Research                                           | 1432-2994 | RO | 3 |
| Naval Research Logistics                                                              | 0894-069X | RO | 3 |
| Networks                                                                              | 0028-3045 | RO | 3 |
| OR Spectrum                                                                           | 0171-6468 | RO | 3 |
| RAIRO                                                                                 | 0399-0559 | RO | 3 |
| TOP: An Official Journal of the Spanish Society of Statistics and Operations Research | 1134-5764 | RO | 4 |
| Asia Pacific Journal of Operations Research                                           | 0217-5959 | RO | 4 |
| Central European Journal of Operations Research                                       | 1435-246X | RO | 4 |
| INFOR                                                                                 | 0315-5986 | RO | 4 |
| Journal of Multi-Criteria Decision Analysis                                           | 1057-9214 | RO | 4 |

#### Économie et gestion de la santé
| Health Economics                                             | 1057-9230 | SANT | 1 |
| Journal of Health Economics                                  | 0167-6296 | SANT | 1 |
| Medical Care                                                 | 0025-7079 | SANT | 1 |
| Social Science and Medicine                                  | 0277-9536 | SANT | 1 |
| BMJ Quality and Safety (Original research)                   | 2044-5415 | SANT | 2 |
| European Journal of Health Economics                         | 1618-7598 | SANT | 2 |
| Health Policy                                                | 0168-8510 | SANT | 2 |
| Health Services Research                                     | 0017-9124 | SANT | 2 |
| International Journal of Health Economics and Management     | 2199-9023 | SANT | 2 |
| Medical Decision Making                                      | 0272-989X | SANT | 2 |
| Pharmacoeconomics                                            | 1170-7690 | SANT | 2 |
| The Milbank Quarterly                                        | 0887-378X | SANT | 2 |
| Value in Health                                              | 1098-3015 | SANT | 2 |
| American Journal of Medical Quality                          | 1062-8606 | SANT | 3 |
| Applied Health Economics and Policy                          | 1175-5652 | SANT | 3 |
| BMC Health Services Research                                 | 1472-6963 | SANT | 3 |
| Bulletin of the World Health Organization                    | 0042-9686 | SANT | 3 |
| European Journal of Public Health                            | 1101-1262 | SANT | 3 |
| Health Care Financing Review                                 | 0195-8631 | SANT | 3 |
| Health Care Management Review                                | 0361-6274 | SANT | 3 |
| Health Economics Policy and Law                              | 1744-1331 | SANT | 3 |
| Journal of Health Politics, Policy and Law                   | 0361-6878 | SANT | 3 |
| Medical Care Research and Review                             | 1077-5587 | SANT | 3 |
| Public Health                                                | 0033-3506 | SANT | 3 |
| Quality of Life Research                                     | 0962-9343 | SANT | 3 |
| The International Journal of Technology Assessment in Health | 0266-4623 | SANT | 3 |
| Health Care Management Science                               | 1386-9620 | SANT | 4 |
| Health Economics Review                                      | 2191-1991 | SANT | 4 |
| Health Policy and Planning                                   | 0268-1080 | SANT | 4 |
| Health Services Management Research                          | 0951-4848 | SANT | 4 |
| International Journal of Health Planning and Management      | 0749-6753 | SANT | 4 |
| International Journal of Quality in Health Care              | 1353-4505 | SANT | 4 |
| Journal de Gestion et d’Économie Médicales                   | 0294-0736 | SANT | 4 |
| Journal of Health Services Research and Policy               | 1355-8196 | SANT | 4 |
| Sciences Sociales et Santé                                   | 0294-0337 | SANT | 4 |

#### Systèmes d'information
| MIS Quarterly                                               | 0276-7783 | SI | 1g |
| European Journal of Information Systems                     | 0960-085X | SI | 1  |
| Information Systems Research                                | 1047-7047 | SI | 1  |
| Journal of MIS                                              | 0742-1222 | SI | 1  |
| Decision Support Systems                                    | 0167-9236 | SI | 2  |
| IEEE Transactions on Engineering Management                 | 0018-9391 | SI | 2  |
| IEEE Transactions on Systems, Man, and Cybernetics: Systems | 1083-4427 | SI | 2  |
| Information and Management                                  | 0378-7206 | SI | 2  |
| Information and Organization                                | 1471-7727 | SI | 2  |
| Information Systems Journal                                 | 1350-1917 | SI | 2  |
| International Journal of Electronic Commerce                | 1086-4415 | SI | 2  |
| Journal of the Association for Information Systems          | 1536-9323 | SI | 2  |
| Journal of Information Technology                           | 0268-3962 | SI | 2  |
| Journal of Strategic Information Systems                    | 0963-8687 | SI | 2  |
| Systèmes d’Information et Management                        | 1260-4984 | SI | 2  |
| Business Process Management Journal                         | 1463-7154 | SI | 3  |
| Data Base for Advances in Information Systems               | 1532-0936 | SI | 3  |
| Electronic Markets                                          | 1019-6781 | SI | 3  |
| Expert Systems with Applications                            | 0957-4174 | SI | 3  |
| IEEE Transactions on Human-Machine Systems                  | 1094-6977 | SI | 3  |
| Information Technology and People                           | 0959-3845 | SI | 3  |
| International Journal of Human Computer Studies             | 1071-5819 | SI | 3  |
| International Journal of Information Management             | 0268-4012 | SI | 3  |
| Journal of Global Information Management                    | 1062-7375 | SI | 3  |
| Journal of Organizational and End User Computing            | 1546-2234 | SI | 3  |
| Knowledge Management Research & Practice                    | 1477-8238 | SI | 3  |
| ACM Transactions on Computer-Human Interaction              | 1073-0516 | SI | 4  |
| Business and Information Systems Engineering                | 1867-0202 | SI | 4  |
| Communications of the Association for Information Systems   | 1529-3181 | SI | 4  |
| Electronic Journal of Information Systems Evaluation        | 1566-6379 | SI | 4  |
| International Journal of Technology and Human Interaction   | 1548-3908 | SI | 4  |
| Journal of Decision Systems                                 | 1246-0125 | SI | 4  |
| Journal of Enterprise Information Management                | 1741-0398 | SI | 4  |
| Réseaux                                                     | 0751-7971 | SI | 4  |

#### Économie spatiale, économie géographique, économie et gestion des transports et du tourisme
| Economic Geography                                                              | 0013-0095 | Spatiale | 1 |
| Journal of Economic Geography                                                   | 1468-2702 | Spatiale | 1 |
| Journal of Urban Economics                                                      | 0094-1190 | Spatiale | 1 |
| Annals of Regional Science                                                      | 0570-1864 | Spatiale | 2 |
| Economic Development Quarterly                                                  | 0891-2424 | Spatiale | 2 |
| Environment and Planning (A)                                                    | 0308-518X | Spatiale | 2 |
| International Regional Science Review                                           | 0160-0176 | Spatiale | 2 |
| Journal of Housing Economics                                                    | 1051-1377 | Spatiale | 2 |
| Journal of Regional Science                                                     | 0022-4146 | Spatiale | 2 |
| Land Economics                                                                  | 0023-7639 | Spatiale | 2 |
| Papers in Regional Science                                                      | 1056-8190 | Spatiale | 2 |
| Regional Science and Urban Economics                                            | 0166-0462 | Spatiale | 2 |
| Regional Studies                                                                | 0034-3404 | Spatiale | 2 |
| Transportation Research A                                                       | 0965-8564 | Spatiale | 2 |
| Transportation Research B                                                       | 0191-2615 | Spatiale | 2 |
| Transportation Science                                                          | 0041-1655 | Spatiale | 2 |
| Urban Studies                                                                   | 0042-0980 | Spatiale | 2 |
| Annals of Tourism Research                                                      | 0160-7383 | Spatiale | 3 |
| Growth and Change                                                               | 0017-4815 | Spatiale | 3 |
| Housing Studies                                                                 | 0267-3037 | Spatiale | 3 |
| International Journal of Contemporary Hospitality Management                    | 0959-6119 | Spatiale | 3 |
| Journal of Transport Economics and Policy                                       | 0022-5258 | Spatiale | 3 |
| Real Estate Economics                                                           | 1080-8620 | Spatiale | 3 |
| Revue d'Économie Régionale et Urbaine                                           | 0180-7307 | Spatiale | 3 |
| Spatial Economic Analysis                                                       | 1742-1772 | Spatiale | 3 |
| Tourism Management                                                              | 0261-5177 | Spatiale | 3 |
| Transport Policy                                                                | 0967-070X | Spatiale | 3 |
| Transport Reviews                                                               | 0144-1647 | Spatiale | 3 |
| Transportation Research D                                                       | 1361-9209 | Spatiale | 3 |
| Cahiers Scientifiques du Transport                                              | 1150-8809 | Spatiale | 4 |
| Canadian Journal of Regional Science / Revue canadienne des sciences régionales | 0705-4580 | Spatiale | 4 |
| Économie Rurale                                                                 | 0013-0559 | Spatiale | 4 |
| Géographie Économie Société                                                     | 1295-926X | Spatiale | 4 |
| International Journal of Transport Economics                                    | 0391-8440 | Spatiale | 4 |
| International Journal of Urban and Regional Research                            | 0309-1317 | Spatiale | 4 |
| Journal of Travel Research                                                      | 0047-2875 | Spatiale | 4 |
| Région et Développement                                                         | 1267-5059 | Spatiale | 4 |
| Tourism Economics                                                               | 1354-8166 | Spatiale | 4 |

#### Stratégie et management international
| Nom                                                | ISSN      | Domaine  | Cat |
| Strategic Management Journal                       | 0143-2095 | StratInt | 1g  |
| Journal of International Business Studies          | 0047-2506 | StratInt | 1   |
| Business and Society                               | 0007-6503 | StratInt | 2   |
| International Business Review                      | 0969-5931 | StratInt | 2   |
| Journal of World Business                          | 1090-9516 | StratInt | 2   |
| Long Range Planning                                | 0024-6301 | StratInt | 2   |
| Advances in Strategic Management                   | 0742-3322 | StratInt | 3   |
| Journal of Business Strategy                       | 0275-6668 | StratInt | 3   |
| Journal of International Management                | 1075-4253 | StratInt | 3   |
| Management International                           | 1206-1697 | StratInt | 3   |
| Management International Review                    | 0938-8249 | StratInt | 3   |
| Strategic Organization                             | 1476-1270 | StratInt | 3   |
| Technology Analysis and Strategic Management       | 0953-7325 | StratInt | 3   |
| Asia Pacific Business Review                       | 1360-2381 | StratInt | 4   |
| Communications & Strategies                        | 1157-8637 | StratInt | 4   |
| Critical Perspectives on International Business    | 1742-2043 | StratInt | 4   |
| Cross Cultural & Strategic Management              | 2059-5794 | StratInt | 4   |
| European Journal of International Management       | 1751-6757 | StratInt | 4   |
| International Journal of Cross Cultural Management | 1470-5958 | StratInt | 4   |
| Journal of Change Management                       | 1469-7017 | StratInt | 4   |
| Journal of Management and Governance               | 1385-3457 | StratInt | 4   |
| Multinational Business Review                      | 1525-383X | StratInt | 4   |
| Strategic Change                                   | 1086-1718 | StratInt | 4   |
| Thunderbird International Business Review          | 1096-4762 | StratInt | 4   |

#### Théorie économique, théorie des jeux et de la décision et économie expérimentale
| American Economic Journal: Microeconomics                                                | 1945-7669 | ThEco | 1 |
| Economic Theory                                                                          | 0938-2259 | ThEco | 1 |
| Experimental Economics                                                                   | 1386-4157 | ThEco | 1 |
| Games and Economic Behavior                                                              | 0899-8256 | ThEco | 1 |
| Journal of Economic Theory                                                               | 0022-0531 | ThEco | 1 |
| Journal of Mathematical Economics                                                        | 0304-4068 | ThEco | 1 |
| Theoretical Economics                                                                    | 1555-7561 | ThEco | 1 |
| Dynamic Games and Applications                                                           | 2153-0785 | ThEco | 2 |
| International Journal of Game Theory                                                     | 0020-7276 | ThEco | 2 |
| Journal of Economic Psychology                                                           | 0167-4870 | ThEco | 2 |
| Mathematical Social Sciences                                                             | 0165-4896 | ThEco | 2 |
| Theory and Decision                                                                      | 0040-5833 | ThEco | 2 |
| American Behavioral Scientist                                                            | 0002-7642 | ThEco | 3 |
| Computational Economics                                                                  | 0927-7099 | ThEco | 3 |
| Decisions in Economics and Finance                                                       | 1593-8883 | ThEco | 3 |
| International Game Theory Review                                                         | 0219-1989 | ThEco | 3 |
| International Journal of Economic Theory                                                 | 1742-7355 | ThEco | 3 |
| Journal of Applied Behavioral Analysis                                                   | 0021-8855 | ThEco | 3 |
| Journal of Behavioral Decision Making                                                    | 0894-3257 | ThEco | 3 |
| Review of Economic Design                                                                | 1434-4742 | ThEco | 3 |
| The B.E. Journal of Theoretical Economics (Research, anciennement Frontiers et Advances) | 1935-1704 | ThEco | 3 |
| Journal of Behavioral and Experimental Economics                                         | 2214-8043 | ThEco | 4 |
| Journal of Economic Interaction and Coordination                                         | 1860-7128 | ThEco | 4 |
| Mathématiques et Sciences Humaines †                                                     | 0987-6936 | ThEco | 4 |

#### Théorie des organisations
| Nom                                                                                       | ISSN      | Domaine | Cat |
| Administrative Science Quarterly                                                          | 0001-8392 | ThO     | 1g  |
| Organization                                                                              | 1350-5084 | ThO     | 1   |
| Organization Science                                                                      | 1047-7039 | ThO     | 1   |
| Organization Studies                                                                      | 0170-8406 | ThO     | 1   |
| Organizational Dynamics                                                                   | 0090-2616 | ThO     | 2   |
| Organizational Research Methods                                                           | 1094-4281 | ThO     | 2   |
| Research in Organizational Behavior                                                       | 0191-3085 | ThO     | 2   |
| Group Dynamics: Theory, Research and Practice                                             | 1089-2699 | ThO     | 3   |
| Group Processes and Intergroup Relations                                                  | 1368-4302 | ThO     | 3   |
| Journal of Applied Behavioral Science                                                     | 0021-8863 | ThO     | 3   |
| Journal of Knowledge Management                                                           | 1367-3270 | ThO     | 3   |
| Journal of Organizational Behavior Management                                             | 0160-8061 | ThO     | 3   |
| Journal of Organizational Change Management                                               | 0953-4814 | ThO     | 3   |
| Culture and Organization                                                                  | 1475-9551 | ThO     | 4   |
| Entreprise et Société (anc. E&S, séries Economie de l'Entreprise / Entreprise et Finance) | 2553-7830 | ThO     | 4   |
| Gérer et Comprendre                                                                       | 0295-4397 | ThO     | 4   |
| Leadership                                                                                | 1742-7150 | ThO     | 4   |
| Learning Organization                                                                     | 0969-6474 | ThO     | 4   |
| Management Communication Quarterly                                                        | 0893-3189 | ThO     | 4   |

## Sociologie des classifications de revues en économie et gestion
L'article de David Pontille et Didier Torny dans la Revue de la régulation propose une sociologie des classifications de revues en économie et gestion. Il s’appuie sur un ensemble de sources documentaires et d’entretiens pour étudier la trajectoire du classement de revues de la section 37 du CNRS, depuis ses prémisses de 2001 jusqu’à sa version de 2004, et identifie quatre étapes de fabrication et de transformation. 
Les auteurs concluent que chacune des classifications produites est systématiquement accompagnée de clauses de révision ou d’actualisation : elles sont d’emblée définies comme provisoires, sujettes à certaines formes de critique, et donc ontologiquement instables. Elles sont donc soumises à un cycle publication/usages/révisions quasi-continu, proposant de nouvelles frontières et normes d’exercice professionnel.

## Revues en français
- Analyses et documents économiques
- Cahiers d’économie politique
- Comptabilité-contrôle-audit
- Critique de l’économie politique
- Économie appliquée
- Économie et finances agricoles
- Économie et humanisme
- Economie internationale
- Économie prospective internationale
- Économie publique
- Économie rurale
- Entreprises et histoire
- Études rurales
- Finance-contrôle-stratégie
- Géoéconomie
- Gestion : revue internationale de gestion
- Global Journal of Strategies, Governance & Applied Economics
- Gouvernance
- Humanisme et entreprise
- Les Cahiers français
- M@n@gement
- Management et avenir
- Perspectives économiques de l'OCDE
- Politiques et management public
- Problèmes économiques
- Recherches internationales
- Revue Banque
- Région et développement
- Revue de l'énergie
- Revue de philosophie économique
- Revue d'économie du développement
- Revue d'économie financière
- Revue d'économie industrielle
- Revue d'économie politique
- Revue d'économie régionale et urbaine
- Revue de la régulation
- Revue de la régulation, capitalisme, institutions, pouvoirs
- Revue de l'entrepreneuriat
- Revue de l'organisation responsable
- Revue des sciences de gestion
- Revue du Mauss
- Revue économique
- Revue économique de l'OCDE
- Revue française d'administration publique
- Revue française de gestion
- Revue française de gestion industrielle
- Revue française d'économie
- Revue internationale de droit économique
- Revue internationale PME
- Revue tiers monde
- VSE, la revue de l’économie et de l’entreprise

## Revues en anglais
- American Economic Review
- Applied Economics
- Econometric Theory
- Econometrica
- The Economic Journal
- Economic Theory
- Economics Letters
- Econometric Theory
- Economica (revue)
- Public choice
- European Economic Review
- Games and Economic Behavior
- Global journal of Strategies, Governance & Applied Economics
- International Economic Review
- International Journal of Wine Business Research
- Journal of Applied Econometrics
- Journal of Business and Economics Studies
- Journal of Development Economics
- Journal of Econometrics
- Journal of Economic Behavior and Organization
- Journal of Economic Dynamics and Control
- Journal of Economic Growth
- Journal of Economic Literature
- Journal of Economic Perspectives
- Journal of Economic Theory
- Journal of Environmental Economics
- Journal of Finance
- Journal of Financial Economics
- Journal of International Economics
- Journal of Labor Economics
- Journal of Law and Economics
- Journal of Mathematical Economics
- Journal of Macroeconomics
- Journal of Monetary Economics
- Journal of Political Economy
- Journal of Public Economics
- Quarterly Journal of Economics
- The RAND Journal of Economics
- Research in Economics
- Review of Economic Studies
- Review of Economics and Statistics
- Southern Economic Journal
- World Bank Economic Review
- World Development

## Revues en allemand
- ORDO - Jahrbuch für die Ordnung von Wirtschaft und Gesellschaft
- Weltwirtschaftliches Archiv